# NGC 1399
NGC 1399 es una galaxia elíptica gigante situada en la constelación de Fornax a una distancia de 20 megaparsecs (65 millones de años luz) de la Vía Láctea. Es el segundo miembro más brillante del Cúmulo de Fornax tras NGC 1316 y el más brillante de su región central, estando al alcance de telescopios de aficionado.
NGC 1399 es clasificada cómo galaxia cD, como lo son también entre otras M87 o NGC 4889, situadas respectivamente en los cúmulos de galaxias de Virgo y Coma, teniendo un centro brillante y una vasta envoltura mucho más difusa a su alrededor, y en el caso de esta galaxia una población de cúmulos globulares estimada en alrededor de entre 5700 y 6500.
NGC 1399 parece tener un agujero negro supermasivo en su centro, con una masa estimada en alrededor de 500 millones de masas solares.